# Jørn Riel
Jørn Riel, född 23 juli 1931 i Odense, död 18 augusti 2023 i Kuala Lumpur, Malaysia, var en dansk författare. 
Riel var utbildad radiotelegrafist och navigatör. Han bodde på Grönland mellan åren 1953 och 1963 och senare i Malaysia.